# Кошалін
Кошалін (пол. Koszalin, нім. Köslin, лат. Coslinum, каш. Kòszalëno) — місто в північно-західній частині Польщі, друге за населенням у Західнопоморському воєводстві. Місто є великим культурним центром у регіоні, де є театри, кінотеатри, концертний зал, амфітеатр, музеї, аквапарк, також розвинутою є мережа спортивних осередків. У місті часто проходять фестивалі народної творчості. Місто має власні засоби масової інформації та ряд вищих навчальних закладів.
Станом на 31 березня 2014 року, місто мало понад 109 180 жителів.
Кошалін є одним з найбільших центрів господарювання на Помор'ї. У місті є виробництво напівпровідників, автомобільних частин, електротехнічного та будівельного обладнання; деревообробна (у тому числі меблева) і харчова промисловість (особливо рибна), льонозавод, виробництво промислових шиб.

## Географія
Згідно з найпоширенішою редакцією фізико-географічного районування Польщі авторства Єжи Кондрацького Кошалін знаходиться в мезорегіоні «Словінське узбережжя» та в макрорегіоні «Кошалінське побережжя».
Місто розташоване на південь від озера Ямно. Центр міста знаходиться приблизно в 11 км від Балтійського моря. Кошалін є найбільшим містом Середнього Помор'я Польщі.
У 1815-1945 роках місто було резиденцією Кошалінського регентства. У 1946-1950 відносилось до  воєводства Щецінського. З 1950 до 1998 року було столицею воєводства Кошалінського. З 1999 року знаходиться в північній частині Західно-поморського воєводства.
Ліси та парки займають майже половину території міста.
Клімат Кошаліна формується від впливу повітряних мас з Атлантичного океану, характеристики яких змінюються по околицях і на різниці висот у районі Балтійського моря на кордоні між Західнобалтійському і Поморському поозер'ї. 
Зима тут м'яка і коротка; низька середня температура повітря буває тільки в січні й лютому. Весна є довгою і холодною. Крім того, влітку прохолодніше, ніж у центральній Польщі. Характерною є невелика кількість спекотних днів. Осінь довга й тепла, набагато тепліша, ніж весна.
| Клімат Кошаліна                                                                      | Клімат Кошаліна | Клімат Кошаліна | Клімат Кошаліна | Клімат Кошаліна | Клімат Кошаліна | Клімат Кошаліна | Клімат Кошаліна | Клімат Кошаліна | Клімат Кошаліна | Клімат Кошаліна | Клімат Кошаліна | Клімат Кошаліна | Клімат Кошаліна |
| Показник                                                                             | Січ.            | Лют.            | Бер.            | Квіт.           | Трав.           | Черв.           | Лип.            | Серп.           | Вер.            | Жовт.           | Лист.           | Груд.           | Рік             |
| Середній максимум, °C                                                                | 1               | 1               | 5               | 10              | 15              | 18              | 20              | 20              | 16              | 12              | 6               | 2               | 10              |
| Середній мінімум, °C                                                                 | −2              | −3              | 9               | 9               | 7               | 11              | 12              | 12              | 10              | 6               | 2               | 0               | 5               |
| Норма опадів, мм                                                                     | 46              | 38              | 38              | 43              | 51              | 66              | 89              | 86              | 76              | 63              | 58              | 53              | 709             |
| ------------------------------------------------------------------------------------ | --------------- | --------------- | --------------- | --------------- | --------------- | --------------- | --------------- | --------------- | --------------- | --------------- | --------------- | --------------- | --------------- |
| Джерело: http://www.weatherbase.com/weather/weather.php3?s=50121&refer=&units=metric |                 |                 |                 |                 |                 |                 |                 |                 |                 |                 |                 |                 |                 |

## Демографія
Демографічна структура станом на 31 березня 2011 року:
|          | Загалом | Допрацездатний вік | Працездатний вік | Постпрацездатний вік |
| -------- | ------- | ------------------ | ---------------- | -------------------- |
| Чоловіки | 51639   | 8854               | 36660            | 6125                 |
| Жінки    | 57609   | 8287               | 34789            | 14533                |
| Разом    | 109248  | 17141              | 71449            | 20658                |

## Транспорт

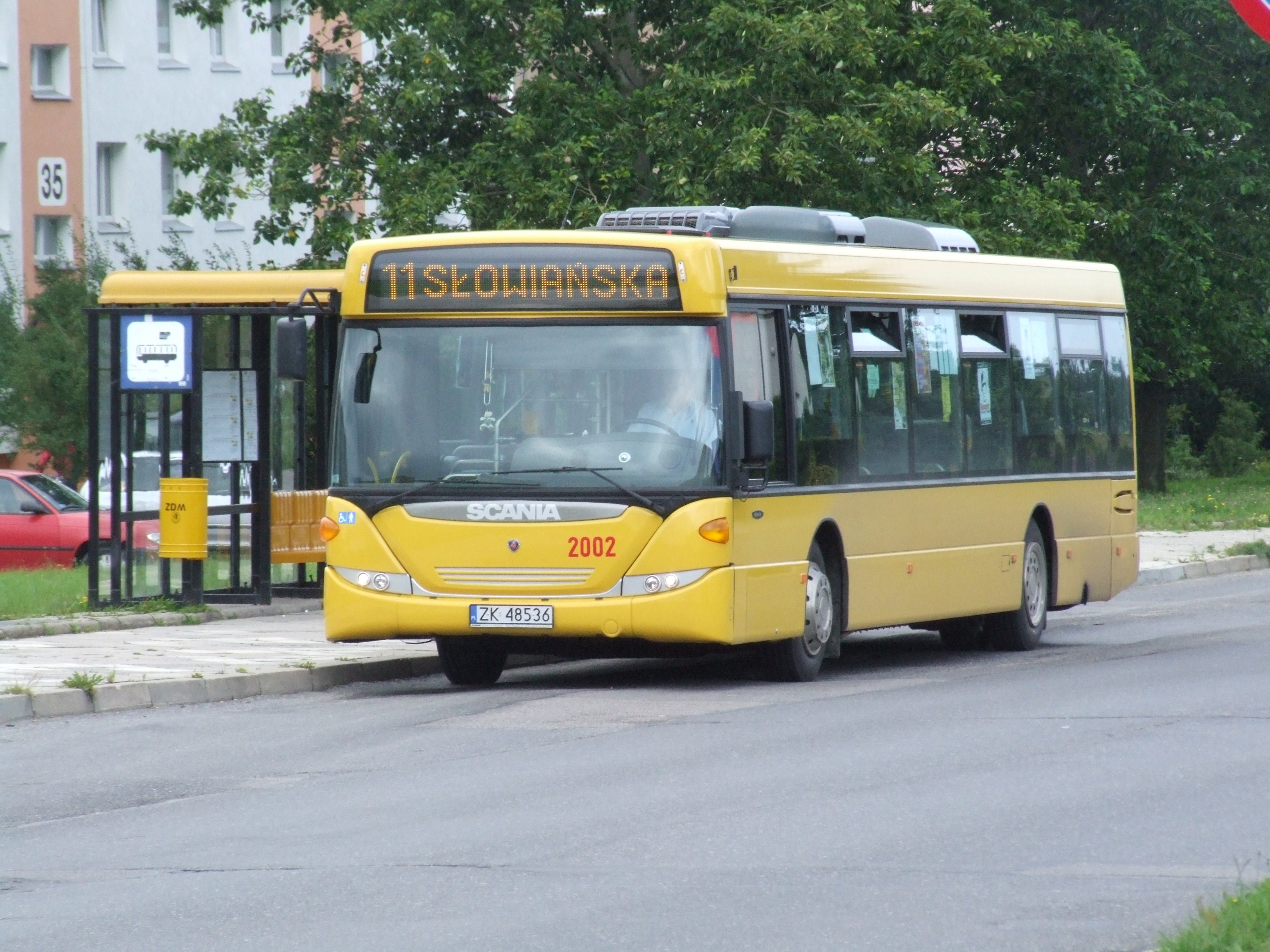
Міський автобус Scania OmniCity на лінії №11

Місто лежить на перетині швидкісних автошляхів S6 (частина E28) та S11.
Місто має два залізничні вокзали, з розширеною мережею сполучення з усією Польщею.
Залізничні лінії
- 202: Щецін — Кошалін — Слупськ — Гданськ
- 402: Кошалін — Колобжег — Тшебятув — Голенюв
- 427: Кошалін — Мельно

Міська транспортна система є розвинутою. Місто має 18 автобусних ліній, три сезонні лінії і приміські автобусні лінії.
У 1911-1937 роках у Кошаліні були трамваї, які ліквідовано у зв'язку з тяжкістю трафіку.

## Спорт

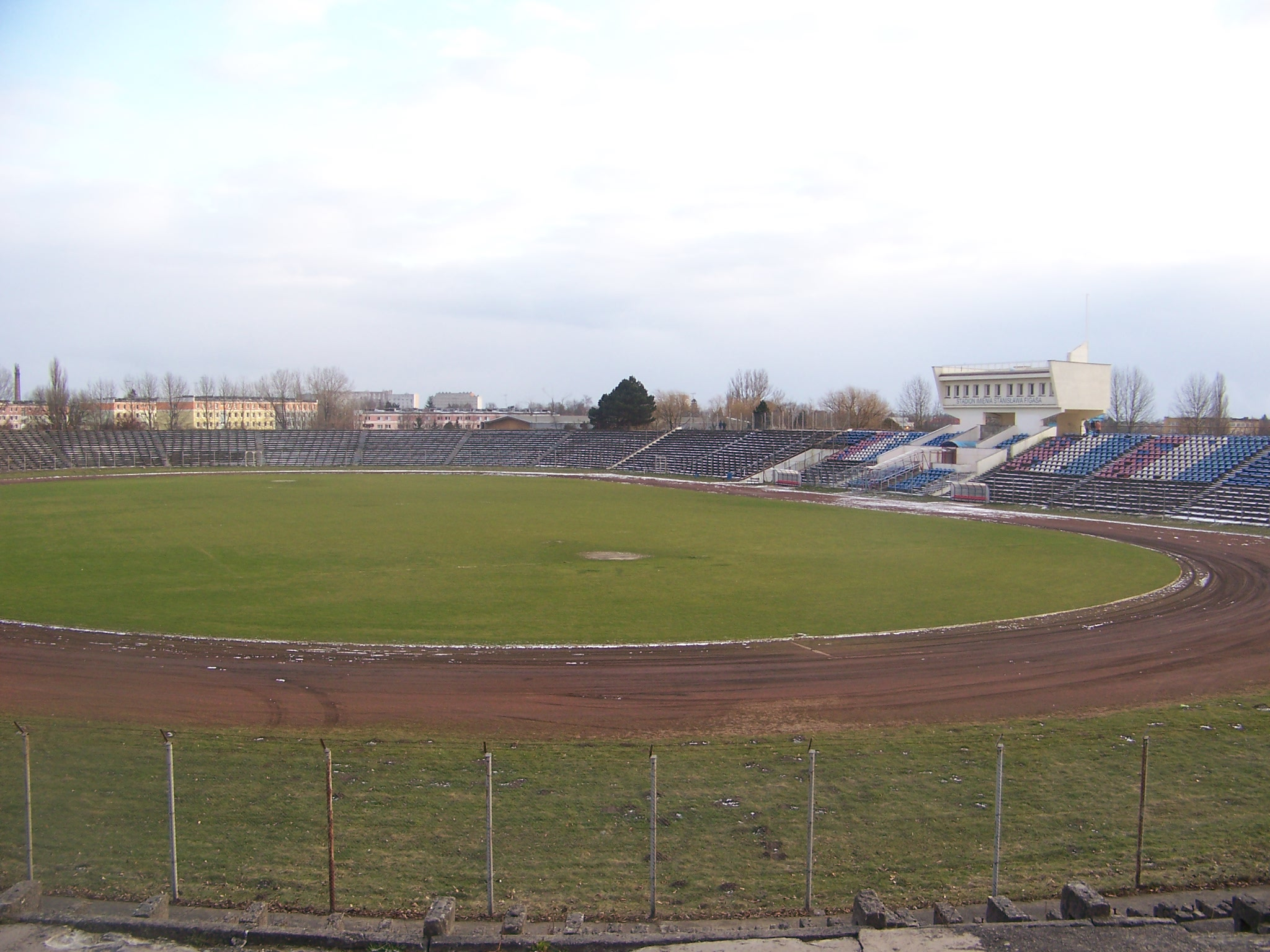
Стадіон імені Станіслава Фігаса
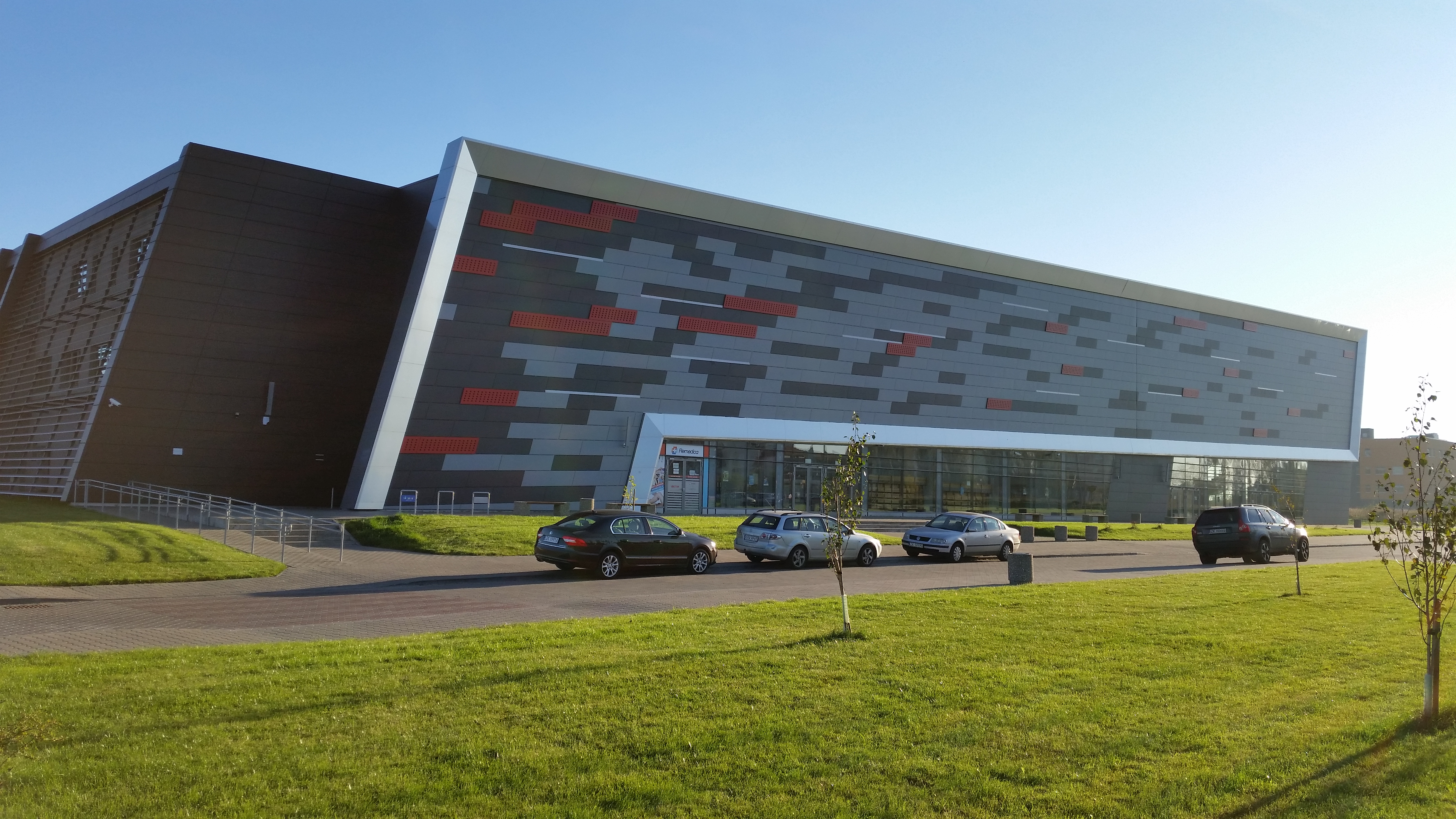
Спортивний комплекс
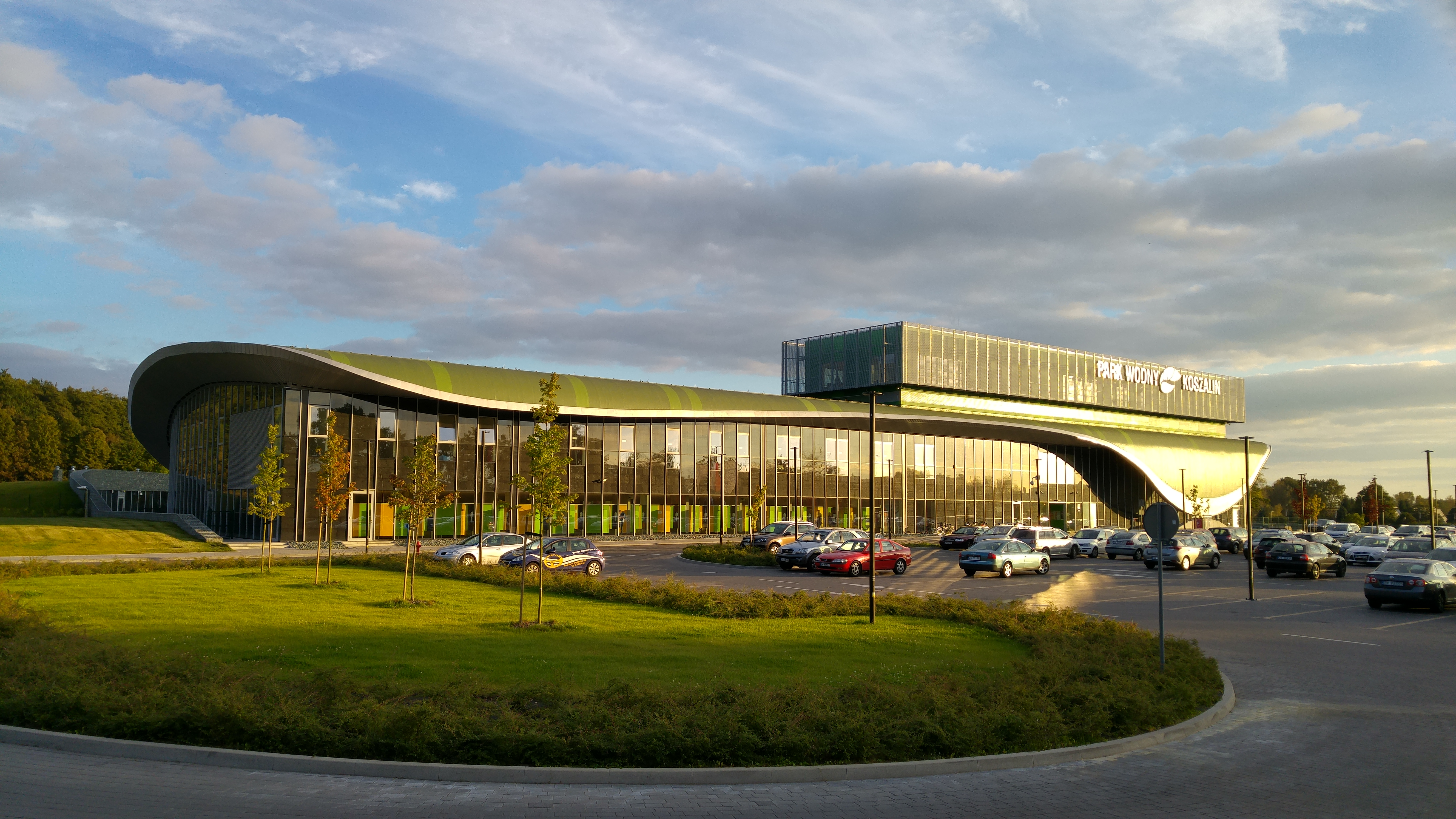
Аквапарк

## Українці та українські сліди в Кошаліні
У Кошаліні діє відділ Об'єдання українців в Польщі. 22 жовтня 2020 р. члени міської ради Кошаліна підтримали звернення Організації Українців в Польщі, відділу в Кошаліні щодо надання скверу між вулицями Zwycięstwa, Andersa та Rudolfa Clausiusa в центрі міста назви на честь генерала УНР Марка Безручка.

## Відомі люди

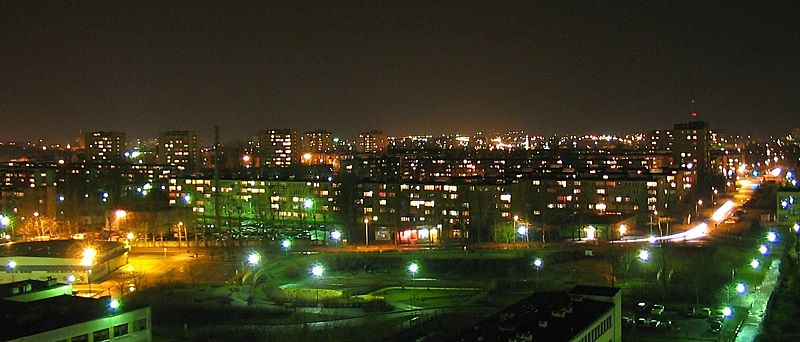
Кошалін вночі

- Катажина Адамович (* 1993) — польська шахістка.
- Фріц фон Бродовський (1886—1944) — генерал німецької армії.
- Рудольф Клаузіус (1822—1888) — німецький фізик
- Себастьян Міля (* 1982) — польський футболіст